# 蒙端
蒙端（14世紀—15世紀），廣東肇慶府封川縣人，明朝政治人物。

## 生平
蒙端祖先原籍金陵，元朝末年避亂移居封川東廂，他童年出眾，長大倜儻，靖難之後親人勸他應試，永樂十二年（1414年）成舉人，十三年（1418年）會試中副榜，獲授中書舍人，陞兵部郎中，奉使冊封韓王朱沖𤊨，韓王見他風度出眾，禮遇有加，贈與詩：「堂堂天使威儀盛，蕩蕩皇仁婣睦深，回首好傳華祝意，宗臣長效向陽心。」縣民都為他感到光榮。

## 引用
1. 1 2  道光《封川縣志·卷七》：蒙端，其先金陵人，元季避地居封川之東廂，少而倜儻才氣過人，領永樂甲午鄉薦，中乙未明通榜，授中書舍人，遷兵部郎中 各志無官職，據草志、家譜補，按奉使冊封當有官職，舊志失載也 ，嘗奉使冊封韓王，王見其風度優加禮遇贈以詩 詩：「堂堂天使威儀盛，蕩蕩皇仁婣睦深，回首好傳華祝意，宗臣長效向陽心。」 ，縉紳榮之。 據吳府志、方志、草志、蒙氏家譜修
2. ↑  道光《肇慶府志·卷十八·人物》：蒙端，封川人，其先籍金陵，元季避地居封之東廂，童而岐嶷，長而倜儻，每有魁天下之志，當革除際養晦桃源，不求聞達，靖難後親執勸就試，領永樂甲午鄉薦，中乙未副榜，欽命冊封韓王，見其丰儀禮度寵加優遇贈以詩：「堂堂天使威儀盛，蕩蕩皇仁婣睦深，回首好傳華祝意，宗臣長效向陽心。」一時縉紳榮之。 吳志